# 2019년 3월 죽음
다음은 2019년 3월에 사망한 저명한 인물 목록이다.
- 3월 1일
  - 대한민국의 의사 조운해
  - 러시아의 물리학자 조레스 알표로프
  - 아일랜드의 건축가 케빈 로치
- 3월 3일 - 대한민국의 기업인 박용곤
- 3월 4일
  - 미국의 영화배우 루크 페리
  - 독일의 정치인 클라우스 킹켈
  - 중화인민공화국의 정치인 마오즈융
- 3월 5일 - 대한민국의 법조인 손지열
- 3월 6일 - 대한민국의 생화학자 이태령
- 3월 8일
  - 대한민국의 기초의원 이성희
  - 대한민국의 정치인 정용규
  - 미국의 영화배우 조지 모포겐
- 3월 9일
  - 대한민국의 목사 문동환
  - 대한민국의 권투선수 허영모
- 3월 12일 - 대한민국의 변호사 김연태
- 3월 14일 - 벨기에의 추기경 고드프리드 다넬스
- 3월 15일 - 나이지리아의 대학교수 오쿠이 엔위저
- 3월 16일 - 모리타니의 군인 모하메드 마무드 울드 룰리
- 3월 23일 - 우즈베키스탄의 프리스타일 스키 선수 리나 체랴조바
- 3월 24일 - 미국의 영화배우 조셉 필라토
- 3월 27일 - 일본의 야구선수 곤도 아키히토
- 3월 28일 - 일본의 화학자 나카니시 고지
- 3월 29일
  - 프랑스의 영화감독 아녜스 바르다
  - 미국의 정치인 케네스 A. 깁슨